# Baluran
Baluran és un estratovolcà que es troba a l'illa de Java, Indonèsia. Es troba a l'extrem nord-est de l'illa i està eclipsat pel seu veí molt més gran, l'Ijen. El seu cim s'eleva fins als 1.247 msnm i no es té constància de cap erupció en temps històrics.